# Heinrich von Galen (Domherr)
Heinrich von Galen (* unbekannt; † 23. März 1622) war ein römisch-katholischer Geistlicher und Domherr in Münster.

## Leben

### Herkunft und Familie
Aus dem westfälischen Adelsgeschlecht von Galen sind zahlreiche bedeutende und namhafte Persönlichkeiten hervorgegangen. Im 16. Jahrhundert sympathisierte es teilweise mit der Reformation, wurde später wieder katholisch. Heinrich von Galen wurde als Sohn des Dietrich von Galen zu Bisping († 1592) und dessen Gemahlin Bernharda Wolff geboren. Seine Schwester Fridach war Kanonisse in Freckenhorst.
Der spätere Fürstbischof Christoph Bernhard von Galen war sein Neffe, ebenso der Erbkämmerer Johann Heinrich von Galen. Seine Nichte Hedwig (1621–1683) war Äbtissin in Borghorst.

### Wirken
Mit dem Erhalt der Tonsur am 8. August 1593 wurde Heinrich auf ein geistliches Leben vorbereitet. Nachdem der Turnar Wennemar von Aschebrock ihn für die Dompräbende des Domherrn Jobst Droste zu Loburg präsentiert hatte, nahm er diese am 11. August 1593 in Besitz. Mit der Aufschwörung auf die Geschlechter Galen, Wolff, Volenspit und Freitag wurde er am Tag darauf emanzipiert. Heinrich absolvierte ein Studium in Paris und trat am 11. Dezember 1598 als Hofjunker in den Dienst des Kurfürsten Ernst. Das Domkapitel erhielt am 17. Juli 1607 von der Stadt Köln eine Anzeige, nach der Heinrichs Bruder Dietrich am 15. Februar 1607 den Erbmarschall Gerhard Morrien erstochen habe. Mitglieder des Kapitels verhafteten Heinrich, ließen ihn jedoch am 16. Oktober wieder frei. Sein Bruder Dietrich hingegen wurde deswegen zu einem zwölfjährigen Arrest verurteilt, den er auf Burg Bevergern verbüßte. Später wurde er kurländischer Erbmarschall und erwarb hier umfangreiche Güter. Am 2. Mai 1609 wurde Heinrich zum Propst von St. Mauritz in Münster gewählt, empfing am 28. Mai 1609 die Niederen Weihen und wurde am 9. Juni Subdiakon. Nach dem Tode des Domherrn Johannes von Velen optierte Heinrich die Obedienz Leppering.
Am 15. Februar 1622 bedachte Heinrich in seinem Testament seine Geschwister, seinen Sohn Heinrich (* um 1605) und seine Magd Gertrud, mit der er in einem Konkubinat gelebt hatte.

### Sonstiges

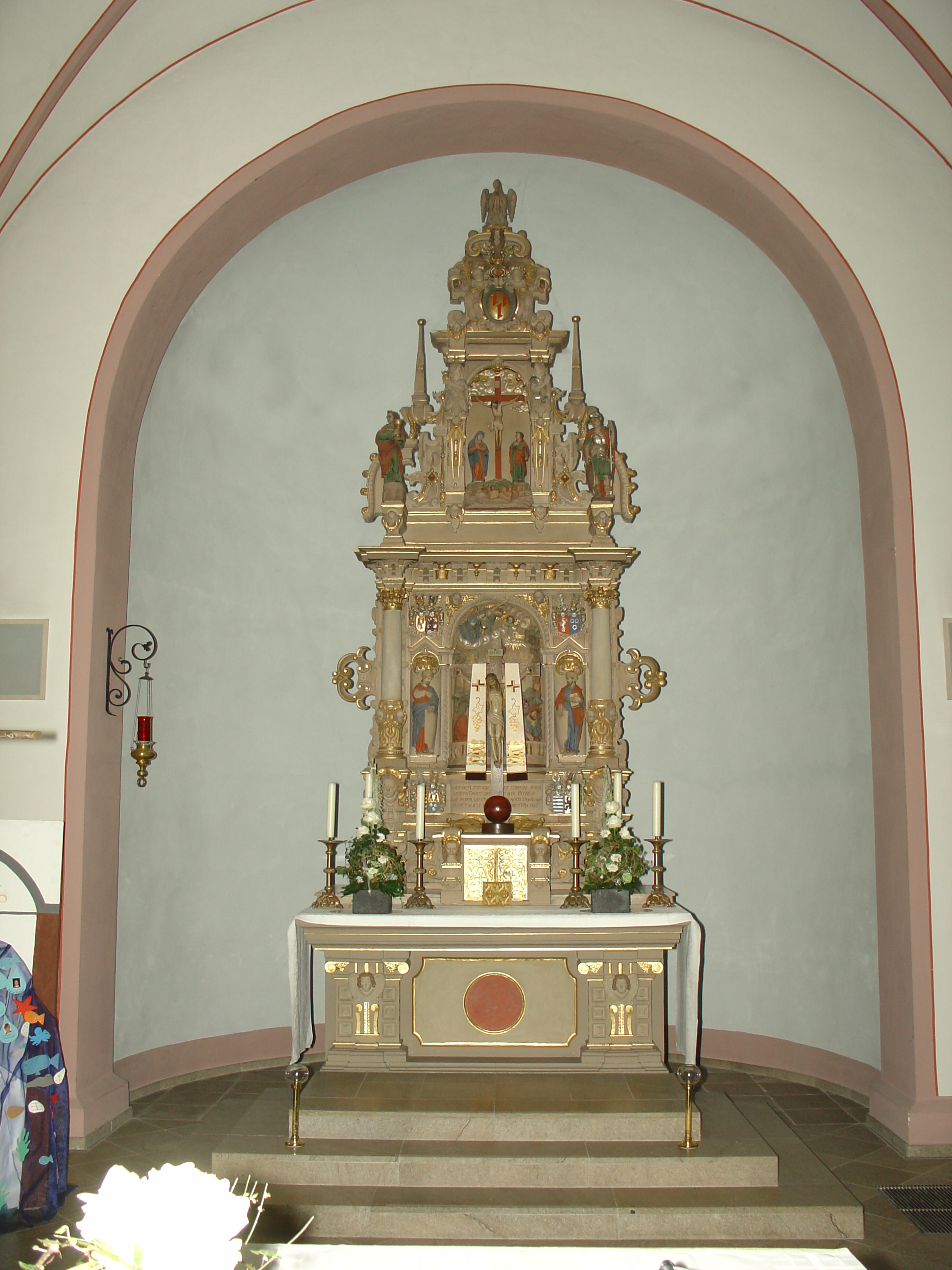
Epitaph, jetzt Hauptaltar in Bokel

Im Jahre 1613 stiftete Heinrich für den münsterischen Dom einen Altar, der seinen Platz an der südlichen Außenwand des Chorgangs, gegenüber der astronomischen Uhr, hatte. Das Bauwerk war mit einem Renaissanceepitaph versehen. Im Jahre 1825 wurde es zusammen mit drei weiteren Altären abgerissen und an den Pfarrer von Enniger verschenkt. 1860 kaufte die Kirchengemeinde Bokel dieses Epitaph.